# George W. Snedecor
George Waddel Snedecor (* 20. Oktober 1881 in Memphis (Tennessee); † 15. Februar 1974 in Amherst (Massachusetts)) war ein US-amerikanischer Statistiker.
Snedecor erfand die F-Verteilung und war Professor für Statistik an der Iowa State University.
1933 wurde er Fellow der American Association for the Advancement of Science. 1947 war er Präsident der American Statistical Association. Die Royal Statistical Society wählte ihn 1954 zum Ehrenmitglied. Er wurde 1956 Ehrendoktor der North Carolina State University und 1958 der Iowa State University sowie 1970 Preisträger des Wilks Memorial Awards.